# Navarro partido
Navarro egy partido Argentína középpontjától keletre, Buenos Aires tartományban. Székhelye Navarro.

## Népesség
A partido népessége a közelmúltban a következőképpen változott:
| Év   | Lakosság |
| ---- | -------- |
| 2001 | 15 710   |
| 2010 | 17 054   |